# فيديريكو كارارو
فيديريكو كارارو (بالإيطالية: Federico Carraro)‏ (23 يونيو 1992 ببادوفا في إيطاليا - ) هو لاعب كرة قدم إيطالي في مركز الوسط. شارك مع منتخب إيطاليا تحت 17 سنة لكرة القدم ومنتخب إيطاليا تحت 19 سنة لكرة القدم ومنتخب إيطاليا تحت 20 سنة لكرة القدم. أما مع النوادي، فقد لعب مع فيورنتينا ونادي برو فيرتشيلي ونادي مودينا وUSD Follonica Gavorrano ‏ واتحاد بافيا لكرة القدم.

## وصلات خارجية
- فيديريكو كارارو على موقع الاتحاد الدولي (مؤرشف)  (الإنجليزية)
- فيديريكو كارارو على موقع قاعدة بيانات كرة القدم.إي يو (الإنجليزية)
- فيديريكو كارارو على موقع AS.com (الإسبانية)